# Disporum × hishiyamanum
Disporum × hishiyamanum là một loài thực vật có hoa lai ghép trong họ Asparagaceae. Loài này được K.Suzuki mô tả khoa học đầu tiên năm 1988.